# 落合紀貴
落合 紀貴（おちあい のりたか、1974年6月18日 - ）は、日本の実業家。株式会社ライブドア常務取締役兼管理本部長。

## 来歴
- 1998年3月 - 早稲田大学政治経済学部政治学科卒業。
- 1998年4月 - 日興證券株式会社（現 SMBC日興証券株式会社）入社。
- 2000年4月 - 株式会社アルチェ入社。
- 2004年10月 - 株式会社ライブドア（2代目）入社。
- 2005年12月 - 株式会社ライブドア執行役員就任。
- 2006年1月 - 株式会社ライブドア執行役員副社長就任。
- 2006年3月13日 - 株式会社ライブドア取締役候補者。
- 2006年3月30日 - 株式会社セシール（現 株式会社ディノス・セシール）取締役就任。
- 2006年6月14日 - 株式会社ライブドア取締役就任。
- 2006年12月22日 - 株式会社ライブドア取締役退任、執行役員・コンプライアンス強化委員会委員長に就任。
- 2007年4月2日 - 2代目ライブドアの社名変更に伴い、株式会社ライブドアホールディングス上級執行役員兼経営企画本部長に就任。
- 2009年4月 - 株式会社ライブドア（3代目）常務取締役兼管理本部長就任（現任）。